# Bukowo (powiat człuchowski)

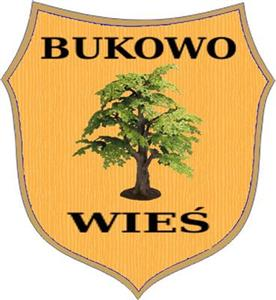
Logo Bukowa

Bukowo (kaszub. Bùkòwò) – wieś w Polsce położona w województwie pomorskim, w powiecie człuchowskim, w gminie Człuchów. 
W 2002 r. w Bukowie mieszkało 210 mieszkańców, a w 2015 r. 194. Powierzchnia wraz z polami uprawnymi to 13 522 505 arów.
Wieś stanowi sołectwo gminy Człuchów.

## Historia
Choć historia wsi sięga odleglejszych czasów, to za początek Bukowa (Bucholc) przyjmuje się przywilej lokacyjny z 21 kwietnia 1352 roku, nadany przez ówczesnego komtura krzyżackiego w Człuchowie (Schlochau) Ludolfa Hake. Dokument ten zaginął podczas grabieżczego ataku Polaków z Krajnej 1 grudnia 1435, jednak w 1526 król Zygmunt I Stary odnowił go na prośbę bukowieńskiego sołtysa, Johanna Buchholza. W 1564 odbyła się pierwsza lustracja, która wykazała 30 chłopów na 61 łanach (1 łan to około 34ha), 6 ogrodników i 3 karczmy. Następna, która odbyła się w 1624 wymieniła z kolei 18 chłopów. W tym samym roku powstał tu również folwark starościński na około 300 hektarach ziemi.
Podczas trwania „potopu szwedzkiego” (1627–1660) Bukowo zostało splądrowane przez wojska szwedzkie jak i polskie. Na domiar złego w roku 1657 wybuchła zaraza bardzo uszczuplając liczbę mieszkańców. Lustracja z roku 1665 obrazuje skutki wojny oraz choroby: z 18 chłopów pozostało tylko 8 z których 6 traktowanych jest tylko jako ogrodnicy.
| Sołtysi                      | Halwik Jakub Bonin, Jan Korzanki                                                                                  |
| Karczmarz                    | Deppa |
| Chłopi                       | Jakub Beza Jerzy Ladwik, Ertman Rosti, Michał Templin, Marcin Dednicki, Paweł Labedy, Paweł Ditman Jakub Rubarti, |
| Chłopi zamieszkujący dawniej | Stefan Templin, Jerzy Templin, Jerzy Freinwolt, Christian Fleming                                                 |
| Chałupnicy                   | Michał Gleler, Paweł Hedlinger, Piotr Brissow                                                                     |

Kolejna lustracja (1696) wymienia 13 domów, 8 gburów (chłopów), każdy miał po około 64 ha ziemi, 6 sztuk wołów i trzy konie.
W okresie wojny północnej (1700–1721) wieś kolejny raz została ograbiona przez wędrujące wojska, najpierw szwedzkie (1703–1706), później rosyjskie i saskie, a pod koniec wojny (1715) przez wojska koronne. Do tego w roku 1709 starostwo człuchowskie spustoszyła dżuma. W 1753 Bukowo liczyło około 200 mieszkańców.
Już na kilka lat przed pierwszym rozbiorem Polski przez wieś przetoczyły się liczne wojska obce, po raz kolejny grabiąc ją i rabując. Był to czas trwania wojny siedmioletniej, której skutkiem było zagarnięcie Bukowa przez państwo pruskie (później niemieckie) na kolejne 173 lata.
Struktura społeczna w latach (1772–1773): 40% posiadacze dużych gospodarstw, 14% chałupników, 25% komornicy. We wsi było po 1 kowalu, krawcu, karczmarzu, młynarzu i owczarzu. W folwarku pracowało 19 osób, a w sumie w Bukowie żyło 226 mieszkańców. Folwark ten został zlikwidowany w 1791.
Około 1830 sporządzono pierwszą mapę wsi w skali 1:5000 na której dokładnie zaznaczono 37 domów mieszkalnych oraz 78 budynków gospodarczych i kościół. W 1837 wybuchł pożar niszczący znacznie wieś w tym kościół. Mimo tego wieś przeżywała rozkwit. Pod koniec lat 60. XIX w. ukończono budowę linii kolejowej (miejscową stację wybudowano w 1890). Według danych z 1865  Bukowo liczyło 524 mieszkańców (279 ewangelików i 235 katolików), posiadało 147 zabudowań, w tym 53 domy mieszkalne. Struktura powierzchni gospodarstw:
- 11 - 0.25 hektarowych
- 6 - do 1 ha
- 4 - do 2 ha
- 1 - do 15 ha
- 3 - do 25 ha
- 9 - do 50 ha
- 7 - do 100 ha
- 5 - powyżej 100 ha

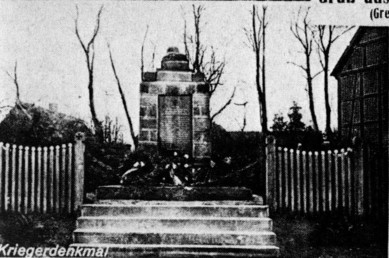
Pomnik ofiar I wojny światowej do 1945, obecnie kapliczka

W 1891 wybuchł kolejny, tym razem większy, pożar, który zdecydował o dalszym obliczu zabudowy wsi. Nowe domy były z cegły, a część z nich przetrwała do dzisiejszych (2015) czasów. W okresie pierwszej wojny światowej z Bukowa poległo na jej frontach 23 mężczyzn w większości w wieku 19-25 lat. W latach 20. XX wieku wybudowano im pomnik (obecnie kapliczka). Po wojnie Bukowo pozostało w granicach państwa niemieckiego choć granica przebiegała niedaleko, na rzece Kamionce. Do roku 1930 Bukowo bardzo się rozwinęło. Wybudowano mleczarnię, a dzięki pojawieniu się traktorów zmianie ulega struktura gospodarstw na korzyść większych, bardziej wydajnych. We wsi był rymarz (siodlarz), kowal, krawiec, dwóch szewców i kołodziej. Ponadto restauracja i sklep kolonialny.

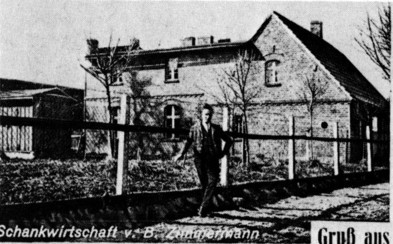
Budynek karczmy sprzed II wojny światowej

W czasie II wojny światowej Bukowo straciło wielu rodowitych mieszkańców powołanych do służby wojskowej. Aby nie zabrakło siły roboczej w ich miejsce gospodarze otrzymują jeńców wojennych. W całej wsi mogło ich być nawet 100 – najwięcej Francuzów i Polaków. Pod koniec wojny przez wieś przetoczyły się liczne wozy z uciekinierami ze wschodu zwiastując podobny los mieszkańcom Bukowa. 25 lutego 1945 większość opuściła wieś. Tego dnia wojska radzieckie skierowały silny ogień artyleryjski ze wsi Niwy na Bukowo, by wkroczyć następnego dnia. Rosjanie okradli domostwa ze wszelkich cennych przedmiotów, a na wagony załadowali wszelki możliwy do zdemontowania sprzęt z tartaków, mleczarni i młyna. Bukowo znalazło się w ponownie w granicach Polski.
Od sierpnia 1945 do wsi zaczęli napływać nowi osadnicy, głównie z centralnej Polski. Zasiedlanie Bukowa zakończyło się w roku 1950, kiedy to Bukowo zamieszkiwało 63 rolników gospodarujących na 685 ha gruntów. W tym też roku utworzono PGR Bukowo Człuchowskie, który istniał aż do 2000 roku. 10 lipca 1954 powstała spółdzielnia rolnicza pod nazwą "1 Maja". Istniała tylko 3 lata zrzeszając przez ten czas około 20 rolników. 15 września 1959 oddano do użytku remizę strażacką, choć mieszkańcy już wcześniej na samochodzie marki Dodge wyjeżdżali do akcji gaśniczych. 10 grudnia 1966 otwarto nowo wybudowaną szkołę i nadano jej imię Franciszka Zubrzyckiego.
W latach 1975–1998 miejscowość administracyjnie należała do województwa słupskiego.
W roku 1980 OSP Bukowo była najlepszą jednostką w województwie słupskim, w uznaniu tego 25 maja otrzymała sztandar. Nierozłącznie z historią Bukowa związane jest istnienie od lat powojennych do 1988 Kapeli Olszaków, która udzielała się na wielu zabawach ludowych, weselach, uroczystościach, odpustach także na szczeblach powiatowych i wojewódzkich. W roku 2002 odbyły się uroczystości związane z 650-leciem wsi.

## Religia

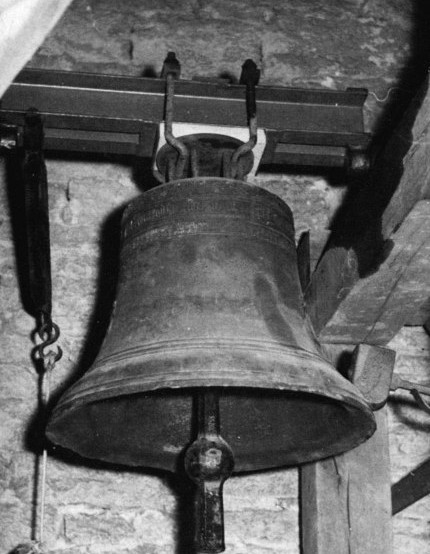
Dzwon z wieży kościelnej starego kościoła. Obecnie znajduje się w Dransfeld w Niemczech.

W miejscowości znajduje się również filia kościoła z Wierzchowa Człuchowskiego. Budowę nowego miejscowego kościoła rozpoczęto we wrześniu 1983 (był to jedyny budowany w diecezji w tym czasie), którą ukończono 24 czerwca 1986 uroczystym poświęceniem świątyni przez ks. bp. Tadeusza Werno. Pomysłodawcą oraz często samym budowniczym był ówczesny ks. proboszcz Antoni Ciemięga. Obecnie (2014/15) znowu w parafii jako wikariusz.
Do roku 1940 na dzwonnicy obok kościoła znajdował się dzwon wykonany przez nieznanego ludwisarza ze Złotowa. Waży 195 kg, średnica 72 cm i wydaje dźwięk w tonacji "c". Odnaleziony w hamburskim porcie na tzw. cmentarzysku dzwonów, został umieszczony w 1954 r. w Dransfeld na wieży kościoła ewangelickiego, pełniąc role dzwonu zegarowego. Znajduje się tam do dziś.

## Młyn
Młyn bukowski zwany "Bucholckim" lub "Nowym" powstał w 1601. Jego budowniczym był Szymon Jeszki, w 1624 prowadził go jego syn Mateusz. Ok. 1720r. młyn się spalił, lecz kilkadziesiąt lat później został odbudowany i rozbudowany. W 1773 przy młynie był także tartak i folusz. Adolf Elmering który użytkował młyn w roku 1868 posiadał dodatkowo ponad 112 ha ziemi oraz dwa domy mieszkalne i 6 zabudowań gospodarczych. Ogółem pracowało tam 25 osób. Ostatnim właścicielem młyna był baron Knigge. W roku 1910 zaprzestał działalności ale pozostało gospodarstwo rolne, gdzie gospodarzem był Paul Goede.